# Lepadella dorsalis
Lepadella dorsalis är en hjuldjursart som beskrevs av Rodewald 1937. Lepadella dorsalis ingår i släktet Lepadella och familjen Lepadellidae. Inga underarter finns listade i Catalogue of Life.